# Xia Xuanze
Xia Xuanze (chinesisch 夏煊泽, Pinyin Xià Xuānzé; * 5. Januar 1979 in Rui’an) ist ein chinesischer Badmintonspieler.

## Karriere
Xia Xuanze nahm an den Olympischen Sommerspielen 2000 in Sydney teil. In der ersten Runde des Einzel-Turniers erhielt er ein Freilos. In der zweiten Runde schlug er den Japaner Keita Masuda. Xia Xuanze besiegte in der Runde der letzten 16 Svetoslav Stoyanov und im Viertelfinale den aus Malaysia stammenden Wong Choong Hann. Erst im Halbfinale erlitt er eine Niederlage gegen Hendrawan mit 12:15 und 4:15. Im Spiel um den dritten Platz traf er auf den Dänen Peter Gade. Xia Xuanze gewann das Spiel mit 15:13 und 15:5 und errang damit die Bronzemedaille.
2003 gewann Xia Xuanze das Einzel-Turnier der in Birmingham ausgetragenen Weltmeisterschaft. Daneben gewann er 2006 den Thomas Cup mit der chinesischen Mannschaft.